# Georg Tectander z Jablonného
Georg Tectander z Jablonného (německy Georg Tectander von der Jabel, 1581 Jablonné v Podještědí – 14. srpna 1614 Budyšín) byl česko-německý diplomat, člen vyslanectví Ištvána Kakase vyslaného na počátku 17. století císařem Rudolfem II. do Persie.

## Životopis
Narodil se v Jablonném v Podještědí v severních Čechách do rodiny evangelického pastora Martina Tectandera. Získal dobré vzdělání: studoval na gymnáziu v Žitavě a snad také na univerzitě v Lipsku.
Na přelomu století byl za neznámých okolností vybrán jako člen poselstva Rudolfa II. potvrdit předběžnou dohodu o spojenectví mezi evropskými mocnostmi a Persií v boji proti Osmanské říši, se kterou byly vedeny vleklé války. Jeho vedením byl pověřen sedmihradský šlechtic diplomat Ištván Kakas von Zalokemeny, Tectander byl zřejmě pověřen povinnostmi jeho sekretáře. Z Prahy, tehdejšího hlavního města Habsburské monarchie, odešlo poselstvo 27. srpna 1602, dále cestovali přes území Polsko-litevské unie, západní a centrální Rusko a země Kavkazu. Rok po začátku cesty, již na území Persie, v Lankaranu, zemřel vedoucí delegace Kakas. Před svou smrtí zanechal svému sekretáři písemné instrukce k dokončení mise.
Prakticky sám Tectander dosáhl Tabrízu před 15. listopadem 1603 - město bylo znovu dobyto Peršany od Turků jen týden předtím. Po setkání se šáhem Abbásem I. se vydal na zpáteční cestu stejnou trasou. Do Moskvy dorazil ve stejnou dobu jako poselstvo Rudolfa II. u ruského cara Borise Godunova v čele s diplomatem Heinrichem von Logau. Toto poselstvo odešlo z Moskvy do vlasti 24. srpna 1604 a Tectander se k němu připojil. Na konci roku dorazili do Prahy a 8. ledna 1605 Tectander předložil císaři zprávu o průběhu cesty.
Následně se usadil v saském Budyšíně, kde pracoval jako úředník. Zemřel zde 14. srpna 1614 nešťastnou náhodou, výstřelem z nabité palné zbraně, kterou právě čistil.

## Dílo
Svůj cestopis, patrně totožný se zprávou podanou císaři, Tectander vydal tiskem roce 1609 v Míšni pod názvem Iter persicum. Stručný, ale podrobný a pravdivý popis cesty do Persie podniknuté v roce 1602. od narození Kristova, z nejmilostivějšího řádu <Jeho> římského císařského veličenstva, vznešeného a udatného pana Stefana Kakashe ze Zalonkemeni, šlechtice ze Semigradského; po jeho smrti na cestě v Lanzenu v Media pokračoval a do konce dokončil jeho společník Georg Tekthander von der Jabel. S přesným seznamem všech památek, se kterými se setkali a které se jim přihodily, a to jak během svých cest v Polsku, Litvě, Rusku, Muscovsku, Tartarii, Kazani a Astrachani a u Kaspického moře, tak v Persii a Arménii a dalších oblastech Asie a Evropa (Iter persicum. Kuertze doch auszfuehrliche und warhafftige Beschreibung der Persianischen Reise: Welche auff der Rom: Kay: May: allergnedig. Befeleh im Iahr Christi 1602. Von dem Edlen und gestrengen Herren Stephano Kakasch von Zalonkemeny vornehmen Siebenbuergischen vom Adel angefangen: Und alsz derselbig unter wegen zu Lantzen in Medier Land todes verschieden: von seinem Reiszbefeherten Georgio Tectabelverrich vonteirreti Beyneben fleissigen verzeichnisz aller gedenckwuerdigen Sachen, welche ihnen tak wol unter wegen in Pollen Littaw Reussen Moscaw Tartarey, Cassaner und Astarcaner Land, und auff dem Caspischen Meer: Alsz auch in Persien and Europaingene Prointh Asia andwiunderengean).
Protože se v 19. století po znovuobjevení díla toto vydání (stejně jako prakticky identický dotisk následujícího roku) stalo bibliografickou raritou, bylo znovu vydáno v roce 1819 Josefem von Hormair v časopise Archiv für Geographie, Historie, Staats- und Kriegskunst. V roce 1877 byla Tectanderova kniha přeložena do francouzštiny Charlesem Schaeferem a vytištěna v Paříži s přílohou dopisů Stefana Kakase nalezených Schaeferem ve vídeňských archivech. V roce 1896 překlad do ruštiny knihy Tekthander (podle německého originálu) a Kakasových dopisů (podle francouzského překladu kvůli nepřístupnosti vídeňských rukopisů) provedl Alexej Stankevič.